# Fenyérfutó
A fenyérfutó (Calidris alba) a madarak (Aves) osztályának lilealakúak (Charadriiformes) rendjébe, ezen belül a szalonkafélék (Scolopacidae) családjába tartozó faj.

## Rendszerezése
A fajt Peter Simon Pallas német zoológus és botanikus írta le 1764-ben, a Tringa  nembe Tringa alba néven. Besorolásuk vitatott, egyes rendszertani munkák az Ereunetes nembe sorolják Ereunetes albus néven.

## Alfajai
- Calidris alba alba (Pallas, 1764)
- Calidris alba rubida (Gmelin, 1789)[2]

## Előfordulása
Alaszkán, Izlandon, Grönlandon és Oroszország észak részén fészkel.
Fészkelőhelyén homokos tengerparton, teléléskor tavak partján él. Hosszútávú vonuló, még Brazíliába is eljut.

### Kárpát-medencei előfordulása
Magyarországon rendszeres vendég, augusztustól októberig ritkábban, májusban gyakrabban lehet megfigyelni.

## Megjelenése
Testhossza 20-21 centiméter, szárny fesztávolsága 35–39 centiméteres, testtömege 40–110 gramm. Háta hamuszürke, hasa világos. A nászidőszakban háta feketés-barna, rozsdaszínű mintázattal.
|  |  |

## Életmódja
Bogarakat, férgeket, rákokat és növényi anyagokat keresgél a vízparton.

## Szaporodása
Fészkét közvetlenül a hóolvadás után az első száraz helyre, mélyedésbe rakja. Fészekalja 4-8 tojásból áll, melyen 23-24 napig kotlik. A fiókák néhány hét múlva tudnak repülni és nemsokára el is menekülnek a sarki tél elől.

## Védettsége
A Vörös Listán nem veszélyeztetett státuszban van. Európai állománya stabil. Magyarországon védett, természetvédelmi értéke 25 000 forint.